# زملول فراسيري
زملول فراسيري (الاسم العلمي:Exobasidium fraseri) هو نوع من الفطريات يتبع جنس الزملول من الفصيلة الزملولية.